# Стаудер, Шарон
Шарон Мэри Стаудер Кларк (англ. Sharon Marie Stouder (-Clark), 9 ноября 1948, Алтадина, штат Калифорния, США — 23 июня 2013) — американская пловчиха, трёхкратная олимпийская чемпионка летних Олимпийских игр в Токио (1964).

## Спортивная карьера
Окончила Стэнфордский университет.
В возрасте 15 лет спортсменка выиграла три золотые медали на летних Олимпийских играх в Токио (1964): 100 м баттерфляем (1.04,7), эстафету 4 × 100 м вольным стилем и комбинированную эстафету 4 × 100 м, в которых команда США установила мировые рекорды — 4.03,8 и 4.33,9, соответственно. Она также стала серебряным призёром на дистанции 100 м вольным стилем. На этой дистанции она стала второй в истории пловчихой, преодолевшей её быстрее чем за одну минуту.
Становилась чемпионкой Панамериканских игр (1963) в комбинированной эстафете и трёхкратной чемпионкой США (1964) на дистанциях 100 м вольным стилем, а также 100 и 200 м баттерфляем, установив мировые рекорды: в плавании баттерфляем на дистанциях: 100 м — 1.05,4, 1.04,7 (1964); 200 м — 2.28,1 и 2.26,4 (1964).
В 1972 г. была введена в международный Зал славы водных видов спорта, в 1997 г. — в Зал славы Стэнфордского университета. В 1984 г. она была удостоена чести зажечь олимпийский факел в Стэнфорде, где проходили соревнования по футболу.